# Audun-le-Tiche
Audun-le-Tiche – miejscowość i gmina we Francji, w regionie Grand Est, w departamencie Mozela.
Według danych na rok 1990 gminę zamieszkiwało 5959 osób, a gęstość zaludnienia wynosiła 386 osób/km² (wśród 2335 gmin Lotaryngii Audun-le-Tiche plasuje się na 73. miejscu pod względem liczby ludności, natomiast pod względem powierzchni na miejscu 323.).

## Współpraca
- Loudun, Francja
- Gualdo Tadino, Włochy
- Duszniki-Zdrój, Polska
- Birkenfeld, Niemcy